# Cerocoma schaefferi
Cerocoma schaefferi là một loài bọ cánh cứng trong họ Meloidae. Loài này được Linnaeus miêu tả khoa học năm 1758.

## Hình ảnh

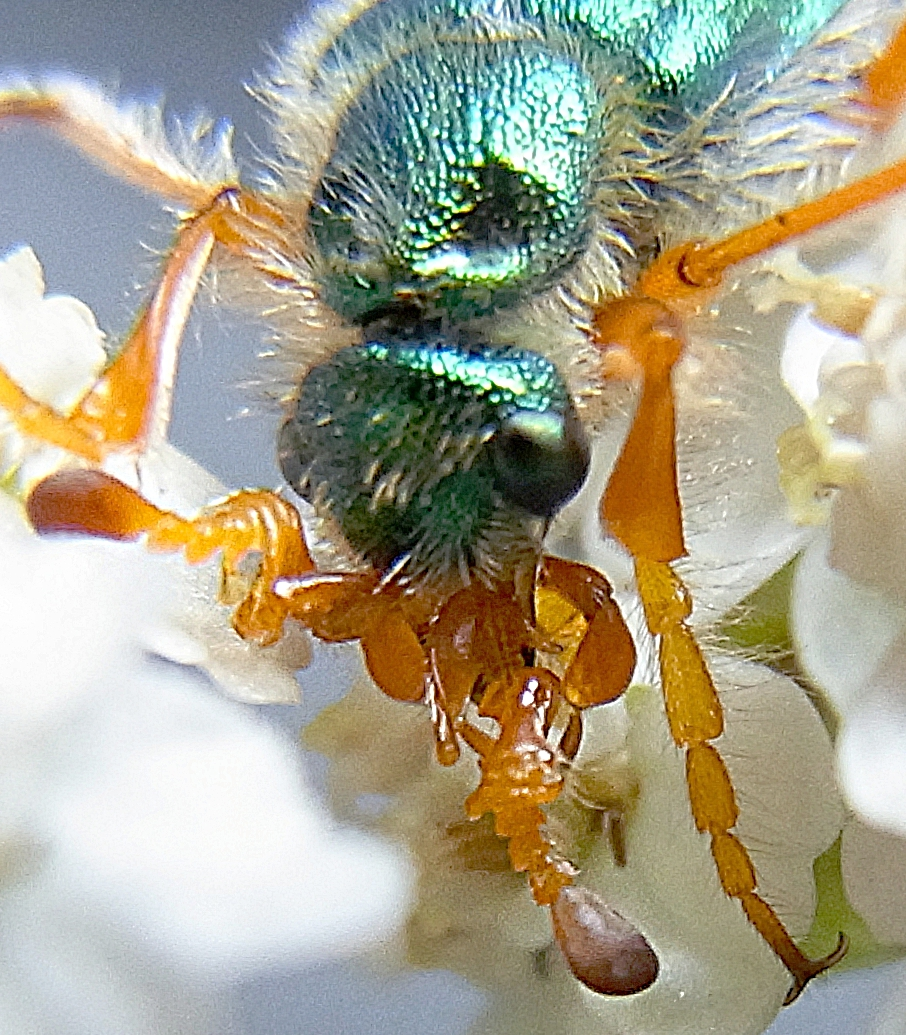
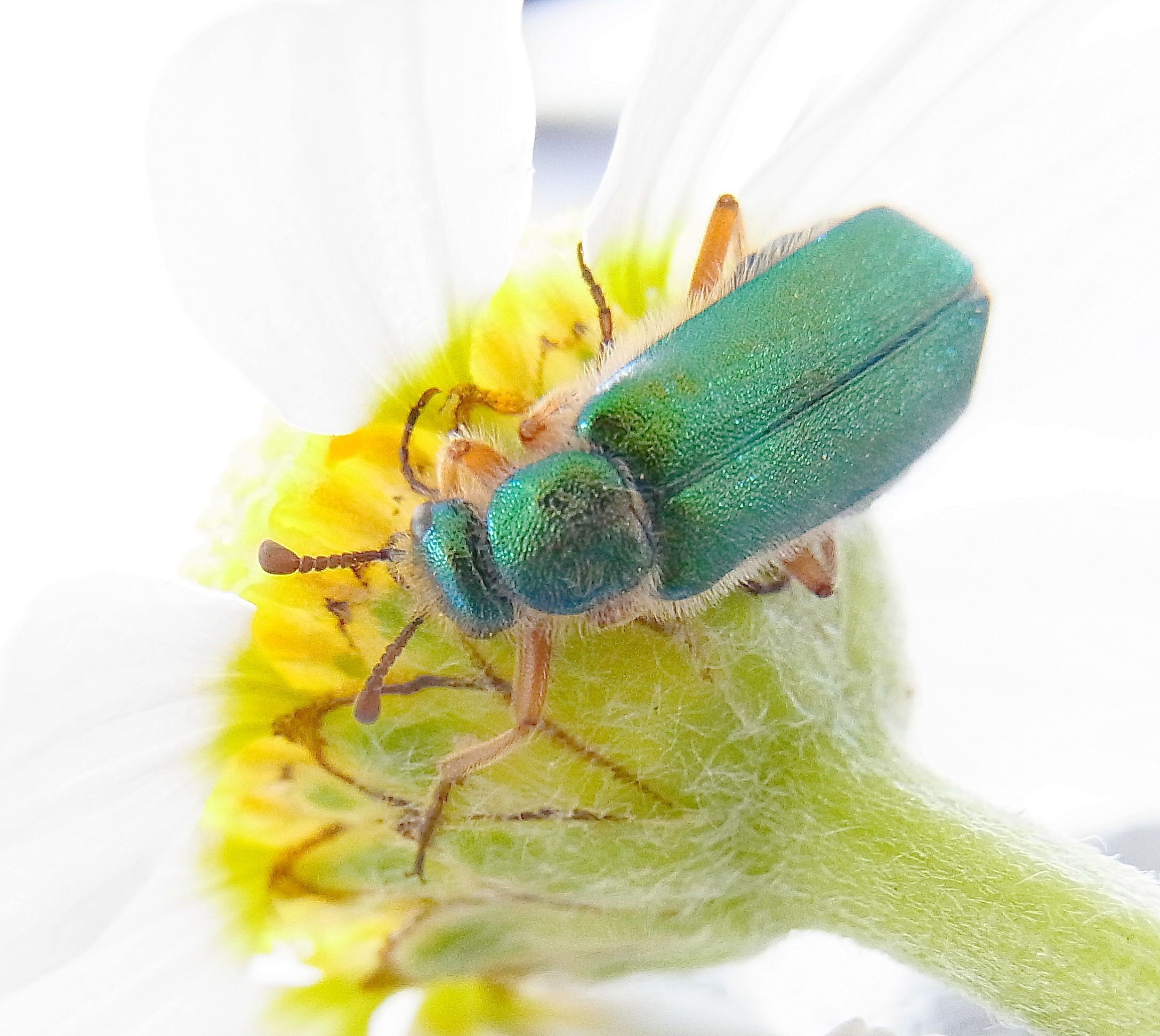
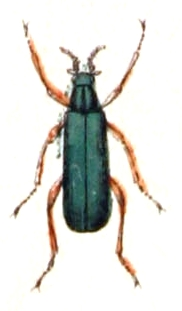
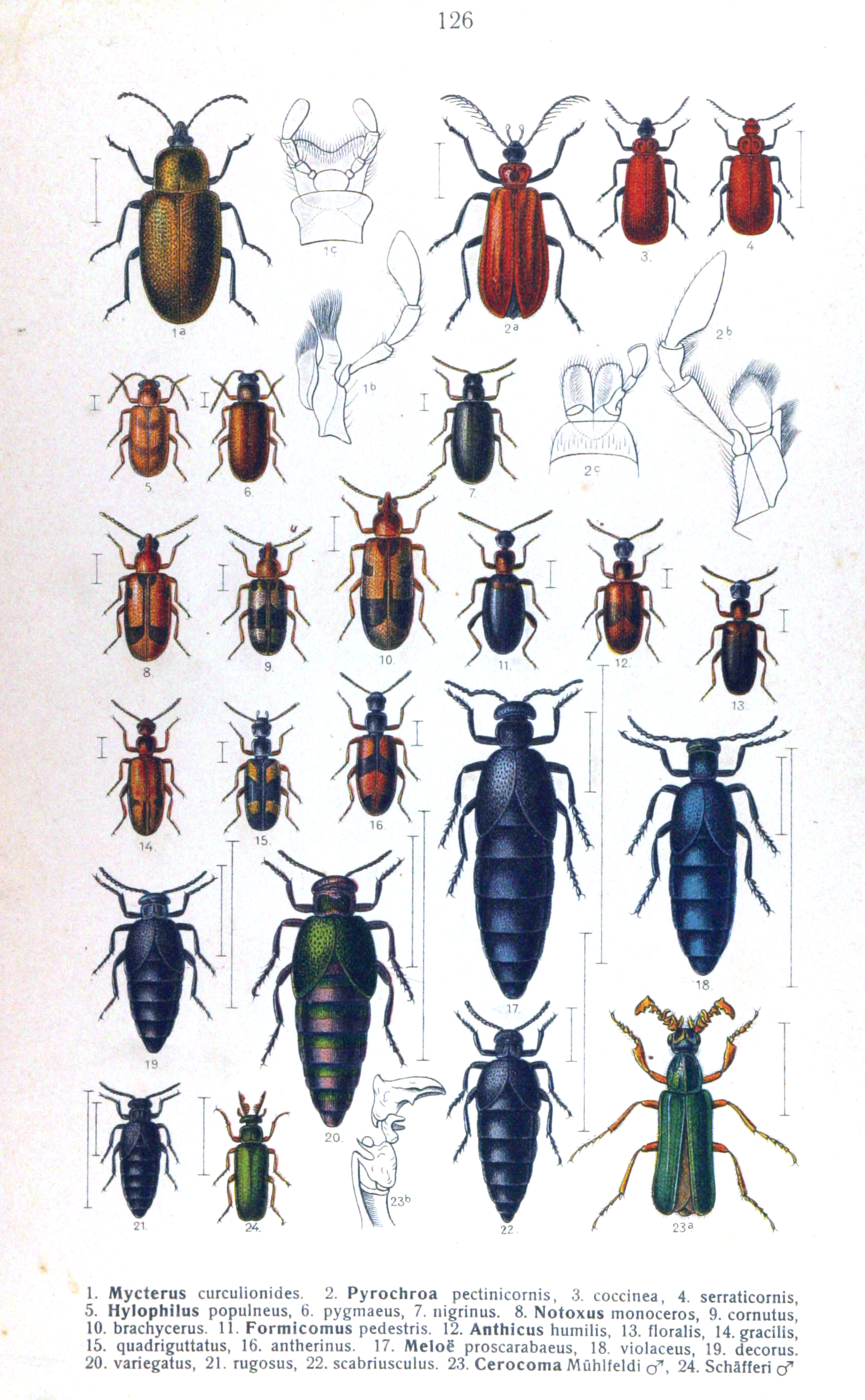